# Takashi Nagata
Takashi Nagata (Prefettura di Chiba, 13 aprile 1972) è un ex calciatore giapponese, di ruolo attaccante.

## Carriera
Ha collezionato 40 presenze e 4 reti nella massima divisione giapponese.